# Markéta Tudorovna
Markéta Tudorovna (29. listopadu 1489, Westminsterský palác, Londýn – 18. října 1541, Methven Castle, Perthshire) byla anglická princezna a skotská královna, manželka krále Jakuba IV. Narodila se jako druhé dítě anglického krále Jindřicha VII. a Alžběty z Yorku. Měla staršího bratra Artura a dva mladší sourozence, Jindřicha (pozdější král Jindřich VIII.) a Marii.

## Dětství
Markéta byla nejstarší dcerou anglického krále Jindřicha VII. a jeho manželky Alžběty z Yorku. Narodila se 29. listopadu 1489 v královském paláci ve Westminsteru. Byla pokřtěna o dva dny později na den sv. Ondřeje ve westminsterském kostele sv. Markéty. Jedním z kmotrů byla i její babička Margaret Beaufort, po níž pravděpodobně dostala jméno. Královské děti vyrůstaly v paláci v Elthamu. V přípravě na královské vdavky se Markéta učila francouzsky a trochu latinsky a také se věnovala hudbě (hrála na loutnu a klavichord) a lukostřelbě.

## Sňatková politika Jindřicha VII.
Markéta byla od dětství součástí sňatkové politiky svého otce. Ještě dříve, než oslavila šesté narozeniny, se Jindřich VII. rozhodl, že ji provdá za skotského krále Jakuba IV. V září 1497 uzavřel Jakub IV. dlouhodobé příměří s Jindřichem, a Jakubův sňatek s Markétou byl prohlášen za velmi pravděpodobný. 24. ledna 1502 Skotsko a Anglie uzavřely dohodu o trvalém míru, a v ten den byla též podepsána manželská smlouva, která představovala nejlepší záruku toho, aby mír nebyl porušen. Ke sňatku došlo v zastoupení obou stran a Markéta byla od té chvíle považována za skotskou královnu. O svatbě se hovořilo už od roku 1496, ale odklad způsobilo mj. čekání na svolení papeže, protože Markéta a Jakub byli vzdáleně příbuzní – bratranec a sestřenice 4. řádu (Jakubova prababička Joan Beaufort byla sestrou Markétina dědečka Johna Beauforta).
Ještě předtím, než Markéta odjela do Skotska, postihly její rodiny dvě rány. V dubnu 1502 umírá následník trůnu princ Artur a o necelý rok později po porodu dcery Kateřiny i Markétina matka Alžběta z Yorku.

## Příjezd do Skotska

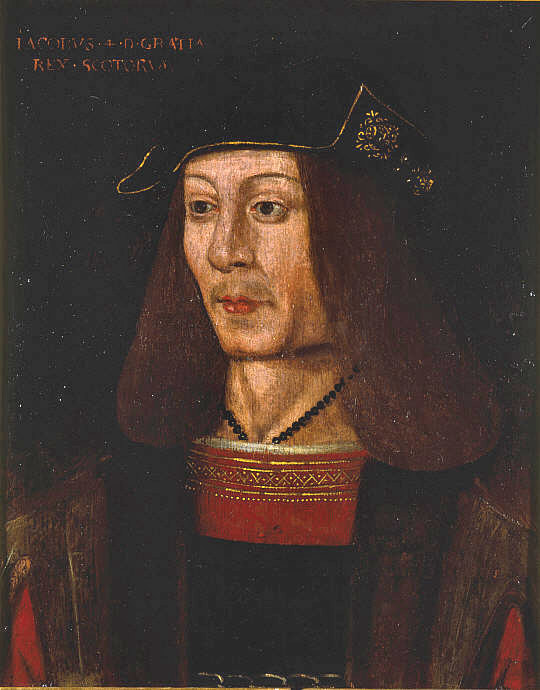
Jakub IV. Skotský

V červenci 1503 Markéta odjela se svou družinou z richmondského paláce do Skotska. Oficiální svatba se konala 8. srpna 1503 v Holyroodském opatství v Edinburghu. Nevěstě bylo 13 a ženichovi 30 let. Markéta byla korunována královnou v březnu 1504. Skotský básník William Dunbar (1460–1513) napsal o Markétě několik básní, nejznámější nese název „Bodlák a růže“ (podle národních květin Skotska a Anglie).
Říkalo se, že i když sňatek mezi Jakubem a Markétou původně nevznikl z lásky, časem přerostl do silného pouta. Markéta však zprvu patrně nebyla ve Skotsku šťastná a stýskalo se jí po domově, jak naznačují její dopisy otci  .

## Děti
Markéta poprvé otěhotněla roku 1506 a v únoru 1507 porodila syna Jakuba, který se dožil asi jednoho roku. V červenci 1508 porodila dceru, ta však přežila jen pár hodin. Roku 1509 Markéta znovu otěhotněla a v říjnu porodila syna, který dostal jméno Artur. Ten bohužel také záhy umírá v devíti měsících.
11. dubna 1512 se Markétě v paláci Linlithgow narodil syn Jakub, první a jediné dítě, které se dožilo dospělosti. Ještě v roce 1512 Markéta znovu otěhotněla a v listopadu porodila dceru, ta však opět zemřela po pár hodinách.
Markéta byla znovu těhotná i v době, kdy zemřel její manžel. V dubnu 1514 se jí narodil druhý syn, Alexander Stewart, ale zemřel ještě před svými druhými narozeninami.

## Válka s Anglií a smrt Jakuba IV.
V roce 1509 zemřel Markétin otec Jindřich VII. a novým králem Anglie se stává jeho syn Jindřich VIII. V prvních letech vlády Jindřicha VIII. se vztahy se Skotskem napjaly a nakonec vyústily ve válku. Mladý král chtěl rychle rozšířit anglická teritoria na evropském kontinentě a neměl čas na otcovu opatrnou diplomacii. V roce 1513 se pokusil o invazi do Francie, vylodil se tam a v bitvě u Guinegate francouzské vojsko porazil. Skotský král Jakub IV. byl v těžké situaci – jeho závazky k „Staré alianci“ (a tím i k Francii, která byla odvěkým spojencem Skotska) se dostaly do konfliktu se závazky z roku 1502, které měl k Anglii. Na žádost francouzského krále Ludvíka XII. Jakub vyhlásil Anglii válku, aby dodržel slib, který dal „Staré alianci“.
Jakub v srpnu 1513 vytáhl s vojskem na jih směrem k anglické hranici a překročil ji. Král Jindřich VIII. vedl válečné kampaně ve Francii, a proto jednotkám, které zůstaly v Anglii, velel Thomas Howard, hrabě ze Surrey (který doprovázel Markétu do Skotska na svatbu). Jakub IV. doufal, že nepřítomnost Jindřicha pro něj bude výhodou, ale místo toho ho čekala drtivá porážka. Rozhodující bitva se odehrála 9. září 1513 na Floddenském poli v hrabství Northumberland. Jakub IV. padl spolu s deseti tisíci skotských vojáků. Střetnutí ukončilo krátkou skotskou účast ve válce. Byla to největší bitva mezi Angličany a Skoty v historii.[zdroj?]
Jakub IV. po sobě zanechal ročního syna Jakuba. Chlapec byl 21. září 1513 korunován králem Jakubem V. a podle otcovy poslední vůle se měla matka stát jeho regentkou, pokud se znovu nevdá. Markéta byla v té době opět těhotná se svým zesnulým manželem. V dubnu 1514 se jí narodil syn Alexander, který dostal titul vévody z Ross.

## Regentka
Po smrti Jakuba IV. parlament potvrdil Markétu v úřadě regentky. Žena byla velmi zřídka vítaná v této pozici, která znamenala nejvyšší moc, a Markéta byla navíc sestrou nepřátelského krále. Skotští lordi by raději na postu regenta viděli Johna Stewarta, 2. vévodu z Albany, což byl nejbližší mužský příbuzný mladého prince (a třetí v řadě, pokud šlo o nárok na trůn). John Stewart se narodil a vyrůstal s matkou ve Francii, kde sloužil králům Ludvíkovi XII. a Františkovi I. Byl vnímán jako zástupce „Staré aliance“, což bylo protikladem proanglické Markéty, a tak se královna vdova ocitla ve velmi svízelné pozici. V červenci 1514 se jí podařilo udobřit obě politické strany uzavřením míru s Anglií.

## Druhé manželství
Když Markéta hledala politické spojence mezi svárlivou skotskou šlechtou, čím dál více se obracela ke vlivnému rodu Douglasů. Mimořádně ji přitahoval Archibald Douglas, 6. hrabě z Angusu, kterého dokonce jeho strýc Gavin Douglas nazval „mladým neschopným bláznem“. Bez uvážení následků, které by mělo manželství s Douglasem, si ho 6. srpna 1514 tajně vzala. Podle poslední vůle Jakuba IV. se tak vzdala své pozice regentky a do měsíce měla též souhlasit s tím, že bude zbavena práva vychovávat svého syna. S tím však otevřeně nesouhlasila a spolu se svými spojenci vzala malého prince na hrad Stirling.
Vévoda z Albany v květnu 1515 dorazil do Skotska a v červnu byl uveden do funkce regenta. Jeho první úkolem bylo dostat Jakuba a Alexandra pod dohled. Markéta zpočátku kladla odpor, nakonec se však v srpnu na hradě Stirling vzdala. Královna vdova, čekající dítě s Angusem, odešla do ústraní v Edinburghu. Nějakou dobu ji její bratr Jindřich nabádal k útěku s dětmi do Anglie, ale ona to odmítala; bála se, aby tím nezbavila svého syna Jakuba nároku na skotskou korunu.
Na počátku října roku 1515 porodila dceru Markétu, budoucí hraběnku z Lennox a matku Jindřicha Stuarta, lorda Darnleye, bratrance a druhého manžela skotské královny Marie a otce budoucího krále Jakuba VI. a I.

## Útěk ze Skotska

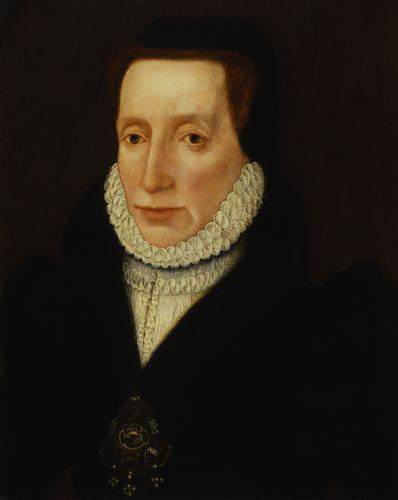
Markéta Douglasová

Bez projevení dalšího zájmu o tuto věc dostala povolení odejít do Linlithgow, odkud s manželem utekla za hranice do Anglie. Přijal ji Thomas Fiennes, 8. baron Dacre, Jindřichův strážce hranice, a odvedl ji na hrad Harbottle. Tady se v říjnu narodila Markéta Douglasová, budoucí komtesa z Lennoxu a matka Jindřicha Stuarta, lorda Darnleyho, který se stal druhým manželem skotské královny Marie I. Markétu porod velmi vyčerpal a téměř zemřela. Teprve poté, co se její stav zlepšil, mohla být informována o smrti syna Alexandra. Baron Dacre naznačoval, že za jeho smrt byl zodpovědný lord Albany, ale Markéta to odmítala - pokud by chtěl získat trůn pro sebe, vyhovovala by jeho záměrům spíše smrt mladého Jakuba než Alexandra. Angus nedoprovázel Markétu do Londýna; místo toho se (s ohledem na vlastní prospěch) vrátil do Skotska, aby uzavřel mír s regentem.
Markéta se bez Anguse vypravila na jih do Londýna. Dorazila v květnu 1516 a přivítaly ji slavnosti, které trvaly celý měsíc. Bratr Jindřich ji ubytoval ve Scotland Yardu, starobylém paláci skotských králů. V Anglii strávila rok; v červnu 1517 se po uzavření dohody o usmíření, kterou vypracovali Albany, Jindřich VIII. a kardinál Thomas Wolsey, vrátila na sever. Albany ve Francii opět obnovoval „Starou alianci“ a zařizoval budoucí sňatek Jakuba V.

## Rozchod s druhým manželem
I když se Markéta a Angus přechodně usmířili, netrvalo dlouho, než se jejich vztah úplně rozpadl. Markéta zjistila, že zatímco byla v Anglii, její manžel žil se svou bývalou milenkou Jane Stewart - z peněz své manželky. V říjnu 1518 Markéta napsala svému bratrovi a v dopise zmínila i možnost rozvodu. Jindřich jí však oponoval - Angus pro něj byl užitečným spojencem, efektivní protiváhou k Albanymu a profrancouzské frakci. Markétu bratrův postoj rozhněval a naopak začala sympatizovat s lidmi kolem Albanyho a zasazovat se za jeho návrat z Francie. Albany však zjevně s návratem do země zmítané řadou svárů nespěchal a navrhoval, aby se Markéta znovu chopila regentství. Spor mezi ní a Angusem následující tři roky dominoval skotské politické scéně. Kromě problémů s manželem měla Markéta i finanční potíže a svého syna Jakuba směla vidět jen zřídka.
Albany se v listopadu 1521 konečně vrátil do Skotska. Markéta ho vřele přivítala, a brzy se začaly šířit zvěsti, že jejich blízký vztah je více než politický. Angus byl poslán do exilu ve Francii, když regent, který plně spolupracoval s královnou-vdovou, začal obnovovat pořádek v rozpolcené zemi, kde tři roky vládly neshody mezi politickými frakcemi. Albany byl pro Markétu užitečný: vědělo se, že má vliv v Římě, což by jí mohlo pomoci k rozvodu. Angus a jeho spojenci o Markétě šířili klevety, že je Albanyho milenkou, a byli natolik úspěšní, že dokonce i lord Dacre, známý svou chladnou hlavou a uvážlivostí, napsal kardinálovi Wolseymu a předpovídal, že Jakub bude zavražděn a Albany se bude chtít stát králem a oženit se s Markétou. Ale spojení mezi těmito dvěma nikdy nebylo ničím jiným, než sobeckou kalkulací, jak se brzy ukázalo.

## Převrat
Markéta ve většině případů zůstala v zásadě Angličankou, jak vzhledem, tak i mentalitou, a v jádru vážně očekávala lepší porozumění mezi svou rodnou zemí a svým novým domovem. Ale rychle pochopila, jak zrádní mohou být skotští politici, a přežití záviselo na schopnosti dosáhnout rovnováhy mezi konkurenčními zájmy. Spojenectví s Albanym a francouzskou frakcí se stalo nutností především po zničujících hraničních válkách s Anglií na začátku 20. let 16. století. Ale jakmile byl Albany pryč ze scény, začala Markéta vytvářet svou vlastní politickou kliku.
V roku 1524 zorganizovala převrat, při němž byl regent s konečnou platností zbaven moci. Albany byl opět ve Francii, a Markéta, s pomocí rodu Hamiltonů a jeho hlavy hraběte z Arranu, převezla 12letého syna Jakuba ze Stirlingu do Edinburghu. To byl smělý a uznávaný krok. V srpnu parlament ukončil regentství a Jakub byl zvolen králem s veškerou mocí. Ve skutečnosti měl být řízen jinými, především svou matkou. Když měl James Beaton námitky proti novému uspořádání, Markéta ho dala uvěznit a uvrhla do žaláře. V listopadu parlament oficiálně uznal Markétu jako hlavní rádkyni krále.
Markétino spojenectví s Arranem ji nevyhnutelně odcizilo od ostatních šlechtických rodů. Její situaci neusnadnilo ani to, když její bratr Jindřich VIII. povolil Angusovi návrat do Skotska. Markéta si našla nového spojence, Jindřicha Stewarta, mladšího bratra lorda Avondalea. V listopadu, kdy parlament potvrdil Markétu v jejím politickém úřadě, vyústila její válka s Angusem ve vražednou komedii. Když se Angus vrátil do Edinburghu s velkou skupinou ozbrojených mužů a domáhal se svého práva navštívit parlament, nařídila Markéta dělostřelcům, aby na něj zahájili palbu z edinburského hradu a holyroodského paláce. Když dva angličtí vyslanci na dvoře namítali, že nesmí útočit na svého právoplatného manžela, odpověděla v hněvu, že „aby šli domů a nemíchali se do skotských věcí“. Angus na čas ustoupil, ale pod tlakem z různých zdrojů ho královna nakonec v únoru 1525 pustila do regentské rady. To bylo všechno, který potřeboval. Zmocnil se krále Jakuba a odmítal ho vydat, prohlásil se kancléřem a dostal se na tři roky k moci (1525–1528). Jakubovy zážitky z tohoto období ho vedly k trvalé nenávisti rodu Douglasů i spojenectví s Anglií.

## Rozvod, sňatek a smrt

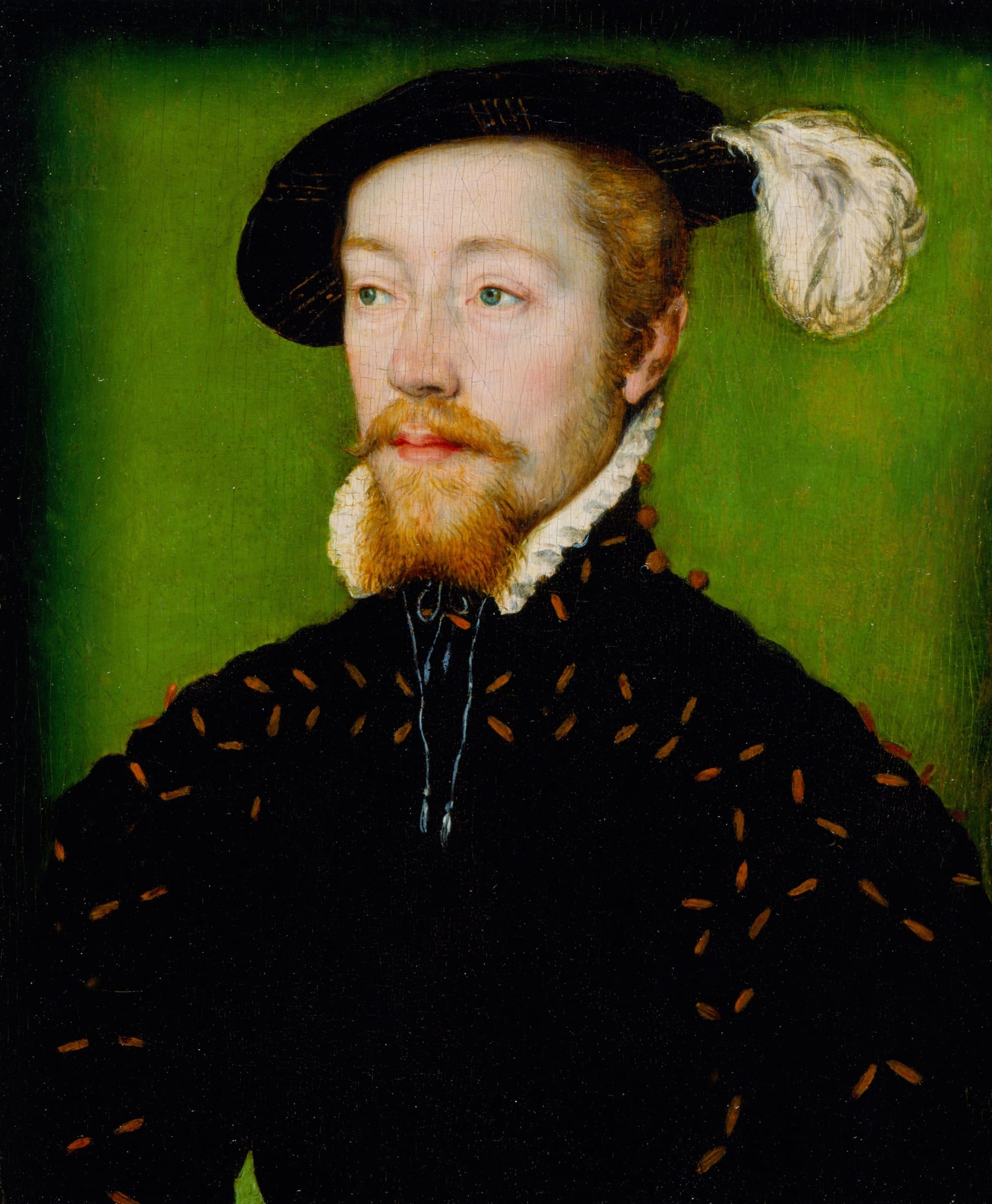
Jakub V. kolem r. 1536

Markéta se pokusila vzdorovat, ale byla přinucena ustoupit novým politickým skutečnostem. Kromě toho ji v tu dobu posedla touha po rozvodu, který se stal její prioritou. Byla připravena použít všechny argumenty, včetně rozšířeného mýtu, že Jakub IV. nebyl zabit v bitvě u Floddenu. Navzdory převratu v roce 1524 si vřele dopisovala s Albanym, který se prosazoval její zájmy v Říme. V březnu 1527 papež Klement VII. vyhověl její žádosti. Kvůli politické situaci v Evropě v té době se o tom dozvěděla až v prosinci. Nemarnila čas a v dubnu 1528 uzavřela sňatek s Jindřichem Stewartem, svým někdejším pokladníkem. Ignorovala přitom zbožné varování svého bratra, že manželství bylo „ustanoveno Bohem“ a jeho protesty proti „nestoudnému rozhodnutí poslanému z Říma“. Netrvalo dlouho a Jindřich se rozešel s Římem, protože nemohl dostat to jisté „nestoudné rozhodnutí“.
V červnu 1528 se 16letý Jakub konečně osvobodil z poručnictví Anguse, utekl za svou matkou na hrad Stirling a chopil se vlády. Skotský parlament označil Anguse a jeho stoupence za vlastizrádce, které čekal trest smrti. Angus se opevnil na hradě Tantallon. Jakubovi se sice podařilo pevnost dobýt, ale Angus v květnu 1529 uprchl do Anglie.

Markéta a její nový manžel byli Jakubovými nejbližšími rádci, mladý král udělal ze Stewarta 1. lorda z Methvenu. Markéta se zasazovala za užší styky s Anglií, kdežto Jakub preferoval spojenectví s Francií. Kolovala fáma (nepravdivá), že královna chtěla syna oženit se svou neteří, princeznou Marií, ale Jakub dal přednost francouzské princezně Madeleine. Později však Markétin vliv na syna oslábl, když Jakub IV. odhalil, že vyzradila státní tajemství svému bratrovi Jindřichovi VIII.
Hlavním cílem Markétina politického života bylo dosáhnout lepšího porozumění mezi Anglií a Skotskem, což byla pozice, kterou si udržela i v těžkých časech. Markéta napomohla dosažení anglicko-skotského míru v květnu 1534. Jakub nedůvěřoval strýci Jindřichovi, hlavně kvůli jeho přetrvávající podpoře Anguse, muže, kterého nenáviděl. Na začátku roku 1536 ho matka přesvědčila, aby se s Jindřichem setkal, což byl okamžik jejího vítězství.

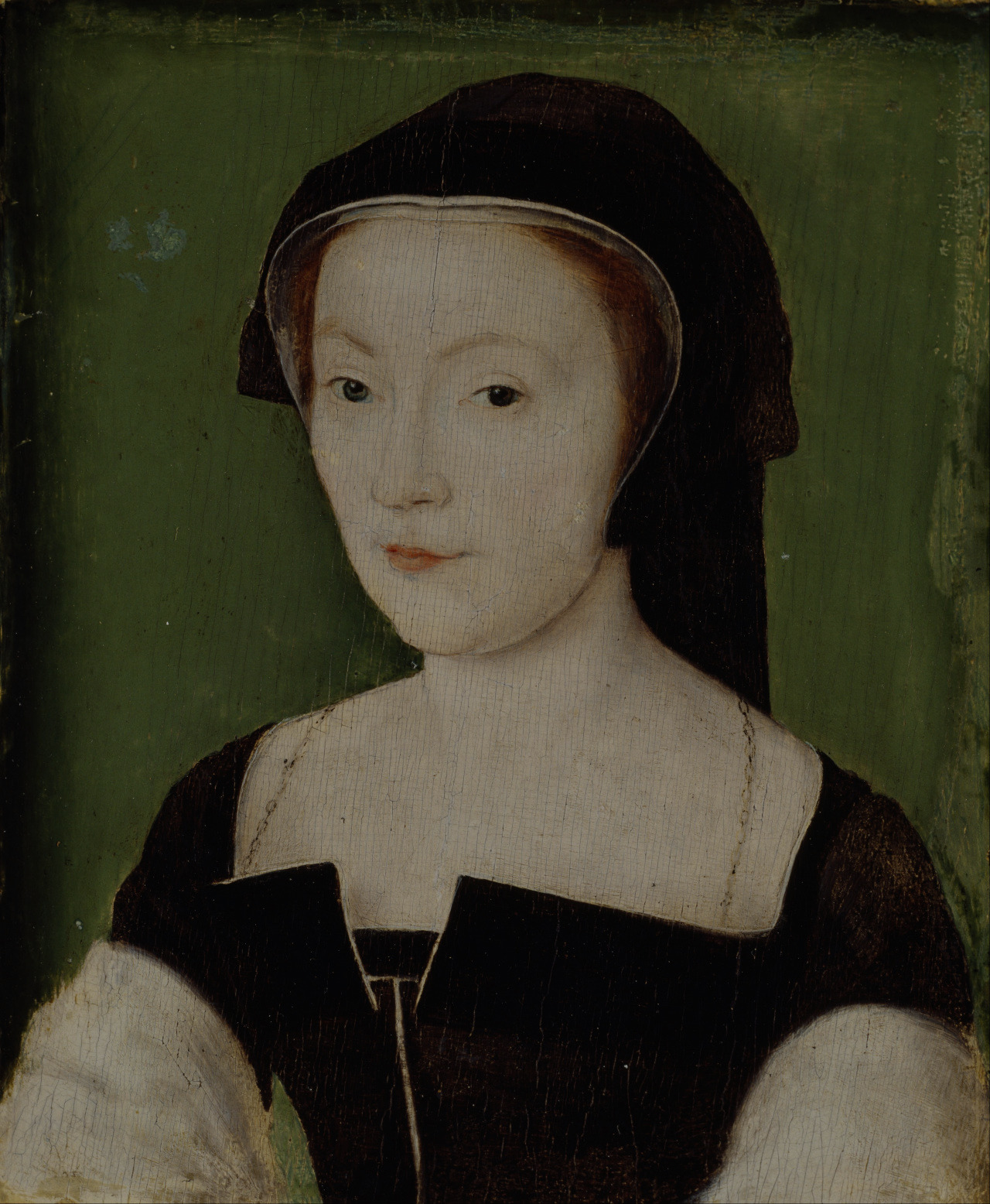
Marie de Guise

Markéta byla podle svých slov unavená Skotskem – a hlavně vyčerpaná lordem Methvenem, který byl ve své touze po ženách a penězích ještě horší než Angus. Jejich jediná dcera (Dorothea Stewart) zemřela jako dítě  . Její snahy o další rozvod zdržoval syn Jakub, o němž si myslela, že ho podplatil její manžel. V dopisech bratrovi naříkala na svou chudobu a žádala o více peněz a ochranu; toužila po pokoji a komfortu místo toho, aby byla nucená „následovat svého syna jako chudá urozená dáma“.
V červnu 1538 Markéta přivítala ve Skotsku Marii de Guise, Jakubovu novou francouzskou nevěstu (jeho první žena Madeleine zemřela ani ne půl roku po svatbě v lednu 1537). Tyto dvě ženy, patřící mezi nejimpozantnější ve skotské historii, si spolu dobře rozuměly.
Markéta zemřela po několika mrtvicích v říjnu 1541 na hradě Methven v Perthshire a byla pochována v kartuziánském převorství v Perthu. Dynastie jejího bratra vymřela Alžbětou I., která zemřela bezdětná, a na anglickém trůně ji nahradili Markétini potomci. Její syn Jakub V. zemřel ve Falklandském paláci nedlouho poté, co mu manželka Marie de Guise porodila v paláci Linlithgow dceru Marii. Její syn Jakub VI. (Markétin pravnuk) se stal anglickým králem Jakubem I., a tak spojil královské koruny obou zemí.

## Literatura

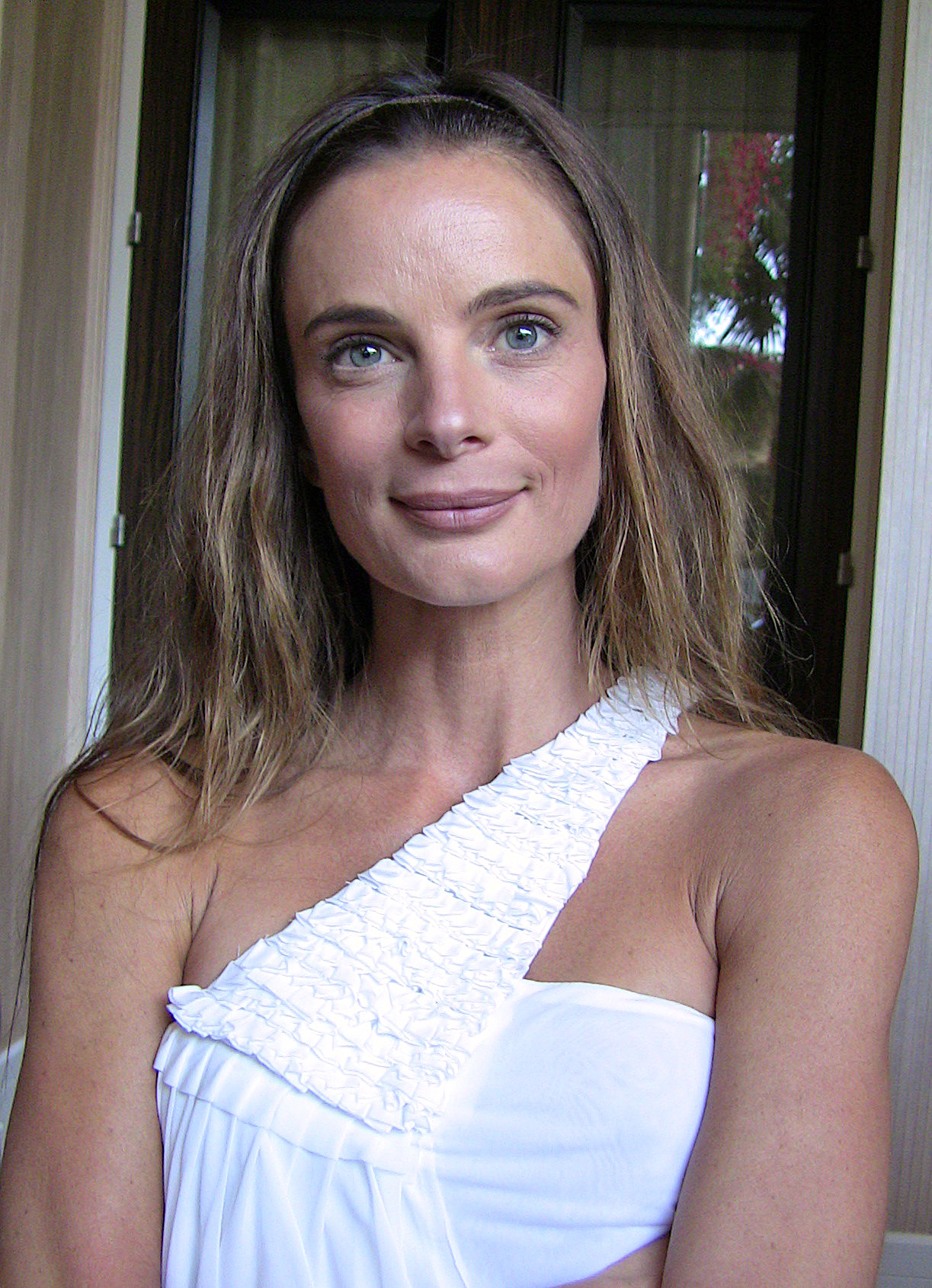
Herečka Gabrielle Anwar

## V populární kultuře
V první sezóně seriálu Tudorovci vystupuje postava Markéty, starší sestry Jindřicha VIII. (ztvárňuje ji britská herečka Gabrielle Anwar). Postava má však se skutečnou Markétou pramálo společného – je dílem scenáristů, kteří do ní zobrazili spíše osudy její mladší sestry Marie (poměr s Charlesem Brandonem), které doplnili vlastní fantazií (sňatek s výrazně starším portugalským králem a jeho vražda).

## Vývod z předků
|                   |                                      |  |                      |                                     |  |  |  |  |  |  |  | Maredudd ap Tudur |
|                   |                                      |  |                      |                                     |  |  |  |  |  |  |  |                   |
|                   | Owen Tudor                           |  |                      |                                     |  |  |  |  |  |  |  |                   |
|                   |                                      |  |                      |                                     |  |  |  |  |  |  |  |                   |
|                   |                                      |  |                      | Markéta ferch Dafydd                |  |  |  |  |  |  |  |                   |
|                   |                                      |  |                      |                                     |  |  |  |  |  |  |  |                   |
|                   | Edmund Tudor                         |  |                      |                                     |  |  |  |  |  |  |  |                   |
|                   |                                      |  |                      |                                     |  |  |  |  |  |  |  |                   |
|                   |                                      |  |                      | Karel VI. Francouzský               |  |  |  |  |  |  |  |                   |
|                   |                                      |  |                      |                                     |  |  |  |  |  |  |  |                   |
|                   | Kateřina z Valois                    |  |                      |                                     |  |  |  |  |  |  |  |                   |
|                   |                                      |  |                      |                                     |  |  |  |  |  |  |  |                   |
|                   |                                      |  |                      | Isabela Bavorská                    |  |  |  |  |  |  |  |                   |
|                   |                                      |  |                      |                                     |  |  |  |  |  |  |  |                   |
|                   | Jindřich VII. Tudor                  |  |                      |                                     |  |  |  |  |  |  |  |                   |
|                   |                                      |  |                      |                                     |  |  |  |  |  |  |  |                   |
|                   |                                      |  |                      | Jan Beaufort, 1. hrabě ze Somersetu |  |  |  |  |  |  |  |                   |
|                   |                                      |  |                      |                                     |  |  |  |  |  |  |  |                   |
|                   | Jan Beaufort, 1. vévoda ze Somersetu |  |                      |                                     |  |  |  |  |  |  |  |                   |
|                   |                                      |  |                      |                                     |  |  |  |  |  |  |  |                   |
|                   |                                      |  |                      | Markéta Hollandová                  |  |  |  |  |  |  |  |                   |
|                   |                                      |  |                      |                                     |  |  |  |  |  |  |  |                   |
|                   | Markéta Beaufortová                  |  |                      |                                     |  |  |  |  |  |  |  |                   |
|                   |                                      |  |                      |                                     |  |  |  |  |  |  |  |                   |
|                   |                                      |  |                      | Roger Beauchamp                     |  |  |  |  |  |  |  |                   |
|                   |                                      |  |                      |                                     |  |  |  |  |  |  |  |                   |
|                   | Markéta Beauchampová z Bletso        |  |                      |                                     |  |  |  |  |  |  |  |                   |
|                   |                                      |  |                      |                                     |  |  |  |  |  |  |  |                   |
|                   |                                      |  |                      | Edita Stourtonová                   |  |  |  |  |  |  |  |                   |
|                   |                                      |  |                      |                                     |  |  |  |  |  |  |  |                   |
| Markéta Tudorovna |                                      |  |                      |                                     |  |  |  |  |  |  |  |                   |
|                   |                                      |  |                      |                                     |  |  |  |  |  |  |  |                   |
|                   |                                      |  | Richard z Konisburgu |                                     |  |  |  |  |  |  |  |                   |
|                   |                                      |  |                      |                                     |  |  |  |  |  |  |  |                   |
|                   | Richard Plantagenet                  |  |                      |                                     |  |  |  |  |  |  |  |                   |
|                   |                                      |  |                      |                                     |  |  |  |  |  |  |  |                   |
|                   |                                      |  |                      | Anna Mortimerová                    |  |  |  |  |  |  |  |                   |
|                   |                                      |  |                      |                                     |  |  |  |  |  |  |  |                   |
|                   | Eduard IV.                           |  |                      |                                     |  |  |  |  |  |  |  |                   |
|                   |                                      |  |                      |                                     |  |  |  |  |  |  |  |                   |
|                   |                                      |  |                      | Ralf Nevill                         |  |  |  |  |  |  |  |                   |
|                   |                                      |  |                      |                                     |  |  |  |  |  |  |  |                   |
|                   | Cecílie Nevillová                    |  |                      |                                     |  |  |  |  |  |  |  |                   |
|                   |                                      |  |                      |                                     |  |  |  |  |  |  |  |                   |
|                   |                                      |  |                      | Jana Beaufortová                    |  |  |  |  |  |  |  |                   |
|                   |                                      |  |                      |                                     |  |  |  |  |  |  |  |                   |
|                   | Alžběta z Yorku                      |  |                      |                                     |  |  |  |  |  |  |  |                   |
|                   |                                      |  |                      |                                     |  |  |  |  |  |  |  |                   |
|                   |                                      |  |                      | Richard Wydevill                    |  |  |  |  |  |  |  |                   |
|                   |                                      |  |                      |                                     |  |  |  |  |  |  |  |                   |
|                   | Richard Woodville                    |  |                      |                                     |  |  |  |  |  |  |  |                   |
|                   |                                      |  |                      |                                     |  |  |  |  |  |  |  |                   |
|                   |                                      |  |                      | Joan Bittlesgate                    |  |  |  |  |  |  |  |                   |
|                   |                                      |  |                      |                                     |  |  |  |  |  |  |  |                   |
|                   | Alžběta Woodvillová                  |  |                      |                                     |  |  |  |  |  |  |  |                   |
|                   |                                      |  |                      |                                     |  |  |  |  |  |  |  |                   |
|                   |                                      |  |                      | Petr I. Lucemburský                 |  |  |  |  |  |  |  |                   |
|                   |                                      |  |                      |                                     |  |  |  |  |  |  |  |                   |
|                   | Jacquetta Lucemburská                |  |                      |                                     |  |  |  |  |  |  |  |                   |
|                   |                                      |  |                      |                                     |  |  |  |  |  |  |  |                   |
|                   |                                      |  |                      | Markéta z Baux                      |  |  |  |  |  |  |  |                   |
|                   |                                      |  |                      |                                     |  |  |  |  |  |  |  |                   |